# Hinsdale (Montana)
Hinsdale – jednostka osadnicza w Stanach Zjednoczonych, w stanie Montana, w hrabstwie Valley.